# Ceratinops latus
Ceratinops latus là một loài nhện trong họ Linyphiidae.
Loài này thuộc chi Ceratinops. Ceratinops latus được James Henry Emerton miêu tả năm 1882.